# Distretto di Ndola
Il distretto di Ndola è un distretto dello Zambia, parte della Provincia di Copperbelt.
Il distretto comprende 28 ward:
- Chichele
- Chifubu
- Chipulukusu
- Dag Hammerskjoeld
- Fibobe
- Itawa
- Kabushi
- Kafubu
- Kaloko
- Kamba
- Kaniki
- Kanini
- Kansenshi
- Kantolomba
- Kavu
- Kawama
- Lubuto
- Masala
- Mukuba
- Munkulungwe
- Mushili
- Nkwazi
- Pamodzi
- Skyways
- Toka
- Twapia
- Twashuka
- Yengwe